# Provincia di Palermo
La provincia di Palermo (ufficialmente, dal 1986: provincia regionale di Palermo), è stata una provincia italiana della Sicilia, comprendente 82 comuni con una popolazione di 1 276 525 abitantinell'anno 2014. Il 4 agosto 2015 è stata soppressa e sostituita dalla città metropolitana di Palermo.
La provincia occupava una superficie di 4 992 km² con una densità di popolazione di 254,83 abitanti per chilometro quadrato. Affacciata a nord sul mar Tirreno, confinava ad ovest con la provincia di Trapani, a sud con la provincia di Agrigento e la provincia di Caltanissetta, ad est con la provincia di Messina e la provincia di Enna. Faceva parte del territorio provinciale anche l'isola di Ustica.

## Territorio
La provincia di Palermo occupava una porzione notevole del settore nord-occidentale della Sicilia: dal capoluogo, che sorge ad ovest rispetto al resto della provincia, il territorio palermitano si spingeva fino a Pollina, ultimo comune costiero prima del confine con la provincia di Messina; considerevole era l'estensione nella Sicilia interna, con il complesso montuoso delle Madonie.

## Storia

### Simboli
Lo stemma dell'ente Provincia di Palermo era costituito dall'unione di quattro arme civiche: quella di Palermo, quella di Termini Imerese, quella di Cefalù e quella di Corleone, il tutto accollato all'aquila palermitana di nero; gli emblemi in questione furono prescelti in quanto rappresentantavano le cittadine che all'epoca della concessione, avvenuta con regio decreto del 9 agosto 1910, erano capoluoghi dei circondari che costituivano la Provincia.
La blasonatura ufficiale dell'emblema provinciale è la seguente:
L'amministrazione provinciale faceva anche uso di un gonfalone, di color amaranto, che riporta al centro lo stemma provinciale e la scritta Provincia Regionale di Palermo e di una bandiera, dello stesso colore, che però non veniva esposta.

Primo stemma della Provincia, in uso al Secondo Congresso delle Province del 1905

Nel 1905 uno stemma d'azzurro, alla triquetra d'argento rappresentò Palermo al Secondo Congresso delle Province tenutosi a Napoli. Venne utilizzato l'azzurro, colore di casa Savoia, e la trinacria, ma essendo questa già emblema di tutta la Sicilia, non venne stata ritenuta adatta a rappresentare la sola provincia e, nel 1908, si pensò di proporre un nuovo stemma concesso nel 1910.

## Comuni
Di seguito gli 82 comuni metropolitani che formavano la provincia di Palermo al momento del suo scioglimento:

Cartina della provincia con rappresentati i confini comunali

Gonfalone della provincia

- Alia
- Alimena
- Aliminusa
- Altavilla Milicia
- Altofonte
- Bagheria
- Balestrate
- Baucina
- Belmonte Mezzagno
- Bisacquino
- Blufi
- Bolognetta
- Bompietro
- Borgetto
- Caccamo
- Caltavuturo
- Campofelice di Fitalia
- Campofelice di Roccella
- Campofiorito
- Camporeale
- Capaci
- Castelbuono
- Casteldaccia
- Castellana Sicula
- Castronovo di Sicilia
- Carini
- Cefalà Diana
- Cefalù
- Cerda
- Chiusa Sclafani
- Ciminna
- Cinisi
- Collesano
- Contessa Entellina
- Corleone
- Ficarazzi
- Gangi
- Geraci Siculo
- Giardinello
- Giuliana
- Godrano
- Gratteri
- Isnello
- Isola delle Femmine
- Lascari
- Lercara Friddi
- Marineo
- Mezzojuso
- Misilmeri
- Montelepre
- Montemaggiore Belsito
- Monreale
- Palazzo Adriano
- Palermo
- Partinico
- Petralia Soprana
- Petralia Sottana
- Piana degli Albanesi
- Polizzi Generosa
- Pollina
- Prizzi
- Roccamena
- Roccapalumba
- San Cipirello
- San Giuseppe Jato
- San Mauro Castelverde
- Santa Cristina Gela
- Santa Flavia
- Sclafani Bagni
- Sciara
- Scillato
- Termini Imerese
- Terrasini
- Torretta
- Trabia
- Trappeto
- Ustica
- Valledolmo
- Ventimiglia di Sicilia
- Vicari
- Villabate
- Villafrati